# トラーノ・ヌオーヴォ
トラーノ・ヌオーヴォ（イタリア語: Torano Nuovo）は、イタリア共和国アブルッツォ州テーラモ県にある、人口約1,600人の基礎自治体（コムーネ）。

## 地理

### 位置・広がり

#### 隣接コムーネ
隣接するコムーネは以下の通り。
- アンカラーノ
- コントログエッラ
- ネレート
- サンテジーディオ・アッラ・ヴィブラータ
- サントメーロ

## 行政

### 分離集落
トラーノ・ヌオーヴォには、以下の分離集落（フラツィオーネ）がある。
- Petrella, Valle Santa Maria, Villa Bizzarri